# Cantonul Schirmeck
Cantonul Schirmeck este un canton din arondismentul Molsheim, departamentul Bas-Rhin, regiunea Alsacia, Franța.

## Istoric
În 1795, regiunea Schirmeck, care în acel moment nu a vorbit (sau mai mult) despre Alsacia, a fost îndepărtată din Bas-Rhin (raionul Selestat) și atașată la Vosges (raionul Senones)
În 1871, în aplicarea Tratatului de la Frankfurt, cantonul - cu excepția comunei Raon-sur-Plaine - este anexat de Imperiul German până în 1918. Când sa reintegrat în Franța, cantonul este atribuită departamentului Bas-Rhin.

## Comune
- Barembach
- Bellefosse
- Belmont
- Blancherupt
- La Broque
- Fouday
- Grandfontaine
- Natzwiller
- Neuviller-la-Roche
- Rothau
- Russ
- Schirmeck (reședință)
- Solbach
- Waldersbach
- Wildersbach
- Wisches